# Paraplectana coccinella
Paraplectana coccinella là một loài nhện trong họ Araneidae.
Loài này thuộc chi Paraplectana. Paraplectana coccinella được Tord Tamerlan Teodor Thorell miêu tả năm 1890.